# Saint-Maxire
Saint-Maxire is een gemeente in het Franse departement Deux-Sèvres (regio Nouvelle-Aquitaine) en telt 1161 inwoners (2010). De plaats maakt deel uit van het arrondissement Niort.

## Geografie
De oppervlakte van Saint-Maxire bedraagt 14,5 km², de bevolkingsdichtheid is 78,5 inwoners per km².
De onderstaande kaart toont de ligging van Saint-Maxire met de belangrijkste infrastructuur en aangrenzende gemeenten.

## Demografie
Onderstaande figuur toont het verloop van het inwonertal (bron: INSEE-tellingen).